# Владислав Драгојловић
Владислав Драгојловић (Ужице, 6. марта 1979) је бивши српски кошаркаш. Играо је на позицији центра. Пре свега је познат по играма у Црвеној звезди где се најдуже задржао током своје кошаркашке каријере.

## Каријера
Сениорску кошаркашку каријеру почиње у Слоги из Краљева где се задржава пуне три сезоне. Ипак пажњу на себе скреће одличним играма у ОКК Београду где је играо само једну сезону (2002/03). Те сезоне је био један од најбољих играча Фриком Јуба лиге како се звала национална лига СР Југославије.

### Црвена звезда
То га је препоручило стручном штабу Црвене звезде, а пре свега новом тренеру Змагу Сагадину, па је већ при крају те сезоне потписао за Црвену звезду. Две године касније продужује уговор са Звездом на још годину дана, те укупно у овом клубу остаје три сезоне. За то време освојио је два Купа Кораћа а бележи и веома добре игре у УЛЕБ Купу. У првој сезону у УЛЕБ купу имао је просек поена 7,4 да би у наредним имао 8,5 и 10,4 поена по утакмици. Посебно се истицао у игри два на два са Вуком Радивојевићем.

### Једногодишњи уговори
Након Црвене звезде потписује уговор са грчким Паниониосом где се задржава годину дана да би се опет вратио у АБА лигу, овога пута Будућност из Подгорице. Са Екипом Будућности је такође играо УЛЕБ куп где је постизао 10,8 поена по утакмици. И наредних година чест је мењао клубове како у Србији тако и у иностранству, али без значајнијих успеха. Године 2011. је потписао краткорочни уговор са Саудијском екипом Ал-Итихад. У овом клубу из Џеде је играо Азијско клупско првенство и просечно постизао 21 кош и 13,9 скокова по утакмци. Године 2013. је потписао задњи уговор у Кувајту са екипом Ал Кувајт где је и завршио каријеру.